# Hard Line
Hard Line ist das fünfte Album der kalifornischen Rockband The Blasters um die Brüder Phil und Dave Alvin. Hard Line erschien 1985 auf dem Label Slash.

## Musikstil und Entstehungsgeschichte
Auf ihren vorigen Veröffentlichungen hatten die Blasters sich stilistisch stark am Rockabilly orientiert, doch trotz guter Kritiken von Seiten der Fachpresse war es ihnen nicht gelungen, mit ihrer Musik kommerziell erfolgreich zu sein. Mit Hard Line wollten sie mit Hilfe des Produzenten Jeff Eyrich einen Spagat zwischen traditionellem Rock ’n’ Roll und dem zu dieser Zeit erfolgreichen Alternative Rock vollbringen.
Um einen moderneren – und damit verkäuflicheren – Sound zu erreichen, wurde Bill Batemans Schlagzeug weiter in den Vordergrund gemischt als früher und teilweise ersetzte ihn Stan Lynch von Tom Petty & the Heartbreakers an der Percussion. Auch Dave Alvins Leadgitarre wurde mehr betont. Das größte Entgegenkommen an den Massengeschmack war die Verpflichtung von John Mellencamp, der zu dieser Zeit verhältnismäßig erfolgreich war, als Autor des Titels Colored Lights. Allerdings wandte sich die Band nicht ganz von ihren Vorbildern ab: so wirkten bei vier Titeln die Jordanaires, die langjährigen Backgroundsänger von Elvis Presley, mit. Mit Samson and Delilah war auch ein Gospel vertreten. Durch die Mitwirkung von David Hidalgo von der Band Los Lobos erhielten manche Stücke einen deutlichen Tex-Mex-Einschlag. Auf Little Honey spielte Larry Taylor von Canned Heat den Kontrabass.
Phil Alvins Texte sind oft düster und kritisch. Bei Dark Night geht es um Lynchjustiz in einer Kleinstadt, Common Man ist ein „Anti-Reagan-Song“ und Just Another Sunday, das gemeinsam mit John Doe (John Nommensen Duchac) von der Band X entstand, erzählt beispielsweise von einer gescheiterten Liebe.

## Titelliste
1. Trouble Bound (Alvin) – 3:48
2. Just Another Sunday (Alvin, Doe) – 4:15
3. Hey, Girl (Alvin) – 3:11
4. Dark Night (Alvin) – 3:51
5. Little Honey (Alvin) – 3:35
6. Samson and Delilah (Traditional) – 3:47
7. Colored Lights (John Mellencamp) – 3:27
8. Help You Dream (Alvin) – 3:40
9. Common Man (Alvin) – 3:43
10. Rock & Roll Will Stand (Alvin) – 2:38

## Rezeption und Charterfolg
Im Februar 1985 erreichte Hard Line Platz 86 der Billboard 200.
Das italienische E-Zine Viceversa führt das Album in seiner Liste der 100 wichtigsten Rockalben aller Zeiten.
Durch das Album wurden die Blasters auch in Europa einem größeren Publikum bekannt und sie wurden in Folge im Sommer 1985 zum Rockpalast-Festival auf der Loreley eingeladen.
Quentin Tarantino und Robert Rodriguez verwendeten den Song Dark Night 1995 für ihren Film From Dusk Till Dawn. Bereits 1985 war der Song in der Folge Schmutzige Hände der Serie Miami Vice verwendet worden.